# セントロサウルス亜科
セントロサウルス亜科（Centorosaurinae）はセントロサウルスを模式属とした、1915年、古生物学者ローレンス・ラムによって記載されたケラトプス科の恐竜の分類群。セントロサウルス亜科はさらに、2つの分類群、セントロサウルス類（Centrosaurini)、ナストケラトプス族（Nasutoceratopsini）およびパキリノサウルス類(Pachyrhinosaurini)に細分される。
比較的ホーンレットが発達した短いフリルと大きな鼻角が特徴。

## 系統図
```
ケラトプス科
 
Ceratopsidae

|--
カスモサウルス亜科
Chasmosaurinae

`--
セントロサウルス亜科
 Centrosaurinae
    |--
セントロサウルス類
 
Centrosaurini

        |--
アルベルタケラトプス
 
Albertaceratops

        `--+--+--
セントロサウルス
　
Centrosaurus

           |  `--
スティラコサウルス
 
Styracosaurus

           `--
パキリノサウルス類
 
Pachyrhinosaurini

              |--
エイニオサウルス
　
Einiosaurus

              `--+--
アケロウサウルス
　
Achelousaurus

                 `--
パキリノサウルス
　
Pachrhinosaurus
```